# Popis hrvatskih veleposlanika u Francuskoj
Republika Hrvatska i Francuska Republika održavaju diplomatske odnose od 24. travnja 1992. Sjedište veleposlanstva je u Parizu.

## Veleposlanici
Veleposlanstvo Republike Hrvatske u Francuskoj Republici osnovano je odlukom predsjednika Republike od 27. listopada 1992.
| Veleposlanik  | Postavljenje       | Opoziv             | Sjedište |
| ------------- | ------------------ | ------------------ | -------- |
| Branko Salaj  | 24. srpnja 1992.   | 1. lipnja 1995.    | Pariz    |
| Smiljan Šimac | 26. srpnja 1995.   | 31. kolovoza 1999. | Pariz    |
| Marko Žaja    | 1. rujna 1999.     |                    | Pariz    |
| Božidar Gagro | 6. studenoga 2001. | 31. ožujka 2007.   | Pariz    |
| Mirko Galić   | 1. travnja 2007.   | 31. prosinca 2012. | Pariz    |
| Ivo Goldstein | 1. siječnja 2013.  | 31. kolovoza 2017. | Pariz    |
| Filip Vučak   | 1. rujna 2017.     |                    | Pariz    |

## Vanjske poveznice
- Francuska na stranici MVEP-a